# Nézobly
Nézobly  è una città e sottoprefettura della Costa d'Avorio appartenente al dipartimento di Toulépleu. Conta una popolazione di 14 755 abitanti (censimento 2014).